# Emiliano Zapata, Tlaxcala
Emiliano Zapata là một đô thị thuộc bang Tlaxcala, México. Năm 2005, dân số của đô thị này là 3791 người.